# Sven Maes
Sven Maes, alias Svenson (27 janvier 1973 à Saint-Nicolas), est un DJ et producteur belge qui, avec Johan Gielen, a produit quelques-uns des plus gros hits de trance. Il a découvert des artistes comme Airscape, Bodyheat, Alice DeeJay et Milk Inc. Sven a travaillé plusieurs années avec Johan Gielen sous le nom de Svenson & Gielen. Un de leurs titres les plus célèbres est The Beauty of Silence.